# Föhr

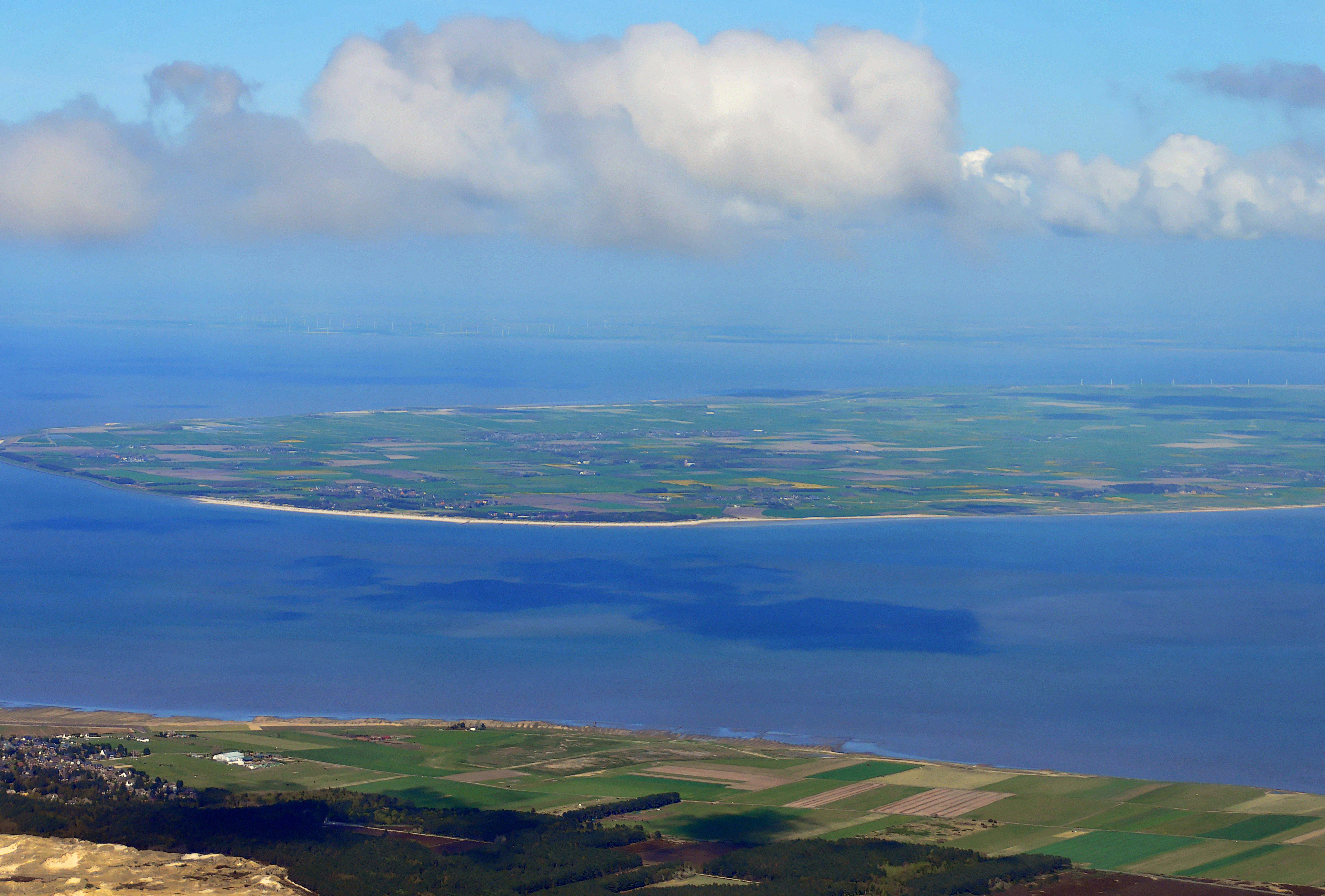
Föhr látképe légifelvételről

Föhr (sziget) (fríz nyelven Feer, dánul: Før) Németországban található az Északi-Fríz-szigeteken, Schleswig-Holstein tartományban. Föhr, a legnagyobb és legnépesebb német sziget, melynek nincs szárazföld kapcsolata.

## Fekvése

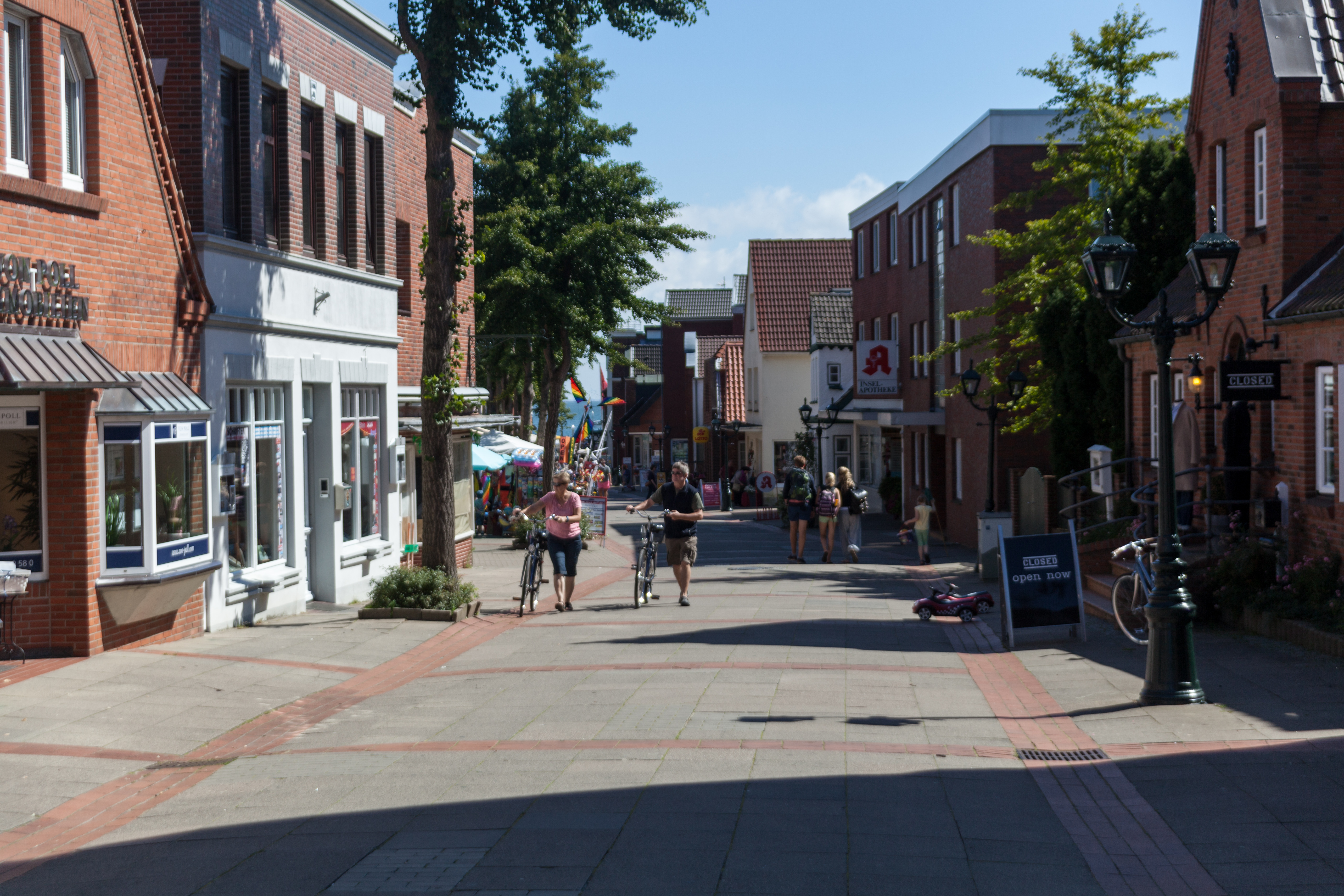
Wyk, utcakép

Sylt szigettől délkeletre, Amrumtól keletre, a parttól 11 km távolságra található. A sziget hajóval Dagebüllből érhető el, autóját a Dagebüllbe érkező turista magával viheti Föhr-re, vagy elhelyezheti Dagebüllben, az e célra fenntartott garázsban is. Hamburg és Föhr központja Wyk között légiösszeköttetés is van.

## Földrajza
Föhr az ötödik legnagyobb német sziget, és a második legnagyobb német északi-tengeri sziget. Föhr az úgynevezett "zöld sziget", mert viszonylag védett.A sziget észak-déli irányban legfeljebb 8,5 kilométer széles és kelet-nyugati irányban 12,5 km hosszú, területe 82,82 négyzetkilométer. A legmagasabb tengerszint feletti magassága 13,2 méter, a Nieblum és Midlum gerincen között.

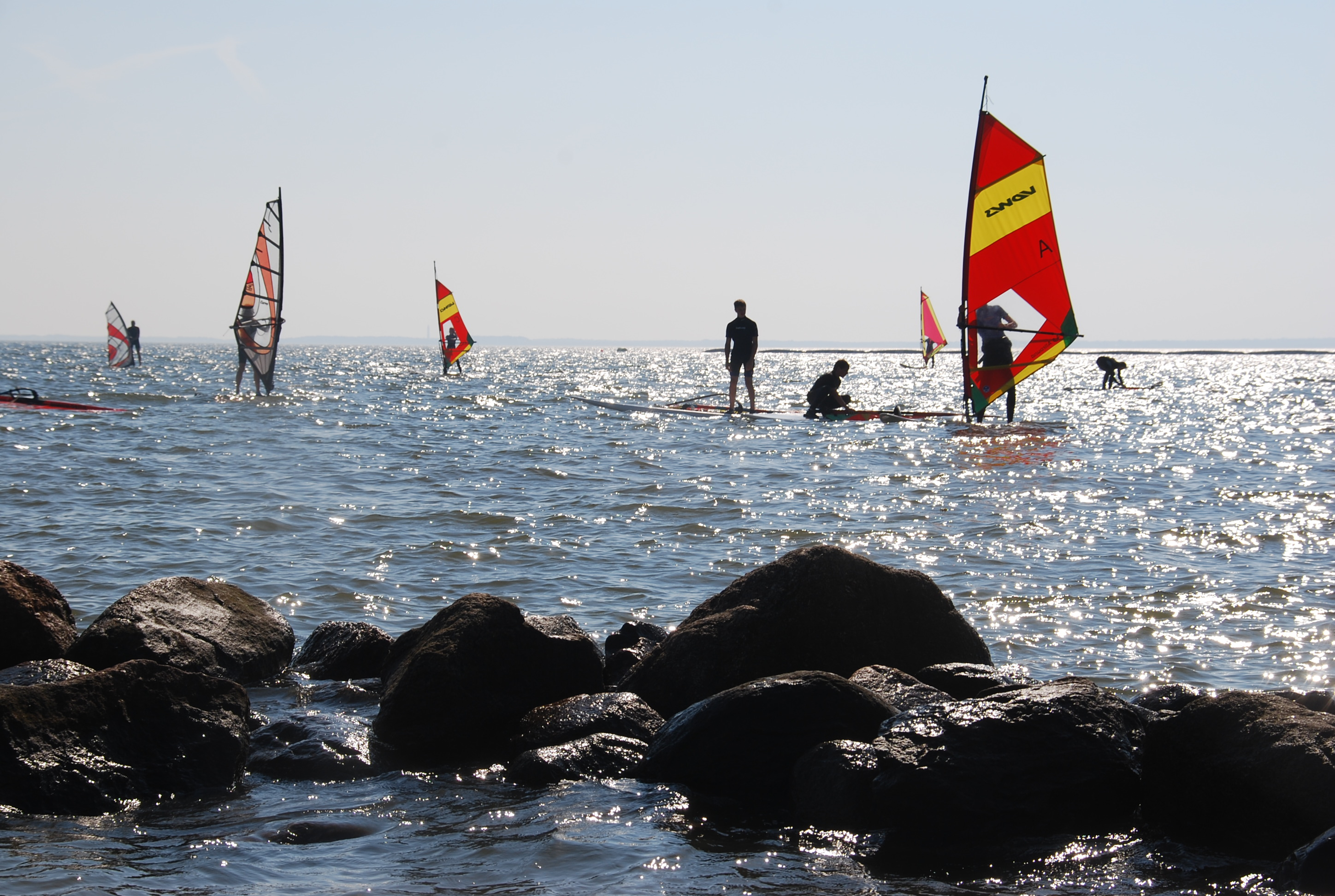
Szörfözés Nieblumban

Föhr, valamint a környező szigetek is, kedvelt nyaralóhelyek, 15 km hosszú, homokos stranddal. A sziget északi és északnyugati részén található a Schleswig-Holsteini Nemzeti Park és a Watt-tenger.

## Leírása
Föhr tizenhat falujában alig tízezren laknak. A lakosság mezőgazdasággal, halászattal, kagylótenyésztéssel és hajózással foglalkozik.
Az 1800-as évek végén gáttal vették körül jóformán a sziget egész parti részét.
A sziget látnivalói közül említésre érdemesek Utersum kőkorszaki leletei, melyek a régi Föhr bálnavadász emlékei és a Fríz múzeumban láthatók, valamint a sziget legmagasabb pontján álló egykori körfal (Lembecksburg) és a sziget legöregebb, 1617-ből való háza Wykben. Ugyancsak Wykben (Wyk-Boldixum) található az érdekes, román stílusban épült Miklós templom, melyben 17. századi szószék és barokk orgona található. Érdekes a Nieburgban álló késő román stílusban épült János templom (Johanis-Kirche) és a Süderende-n található Lőrinc templom (Laurenti kirche) is. Föhr szigetén is vannak fürdési, klimatikus gyógykezelési lehetőségek, melyek központja Wyk, amely védett fekvése miatt majd két évszázada üdülőhelynek számít.

## Nevezetességek
- Utersum, Friz múzeum (Dr. Haeberlin-Friesen-Museum) - Kőkori leletek, a régi Föhr bálnavadász emlékei.
- Borgsum, - Lembecksburg, egykori körfal a sziget legmagasabb pontján.
- Wyk - Itt található a sziget legöregebb, 1617-ből származó háza.

## Települései

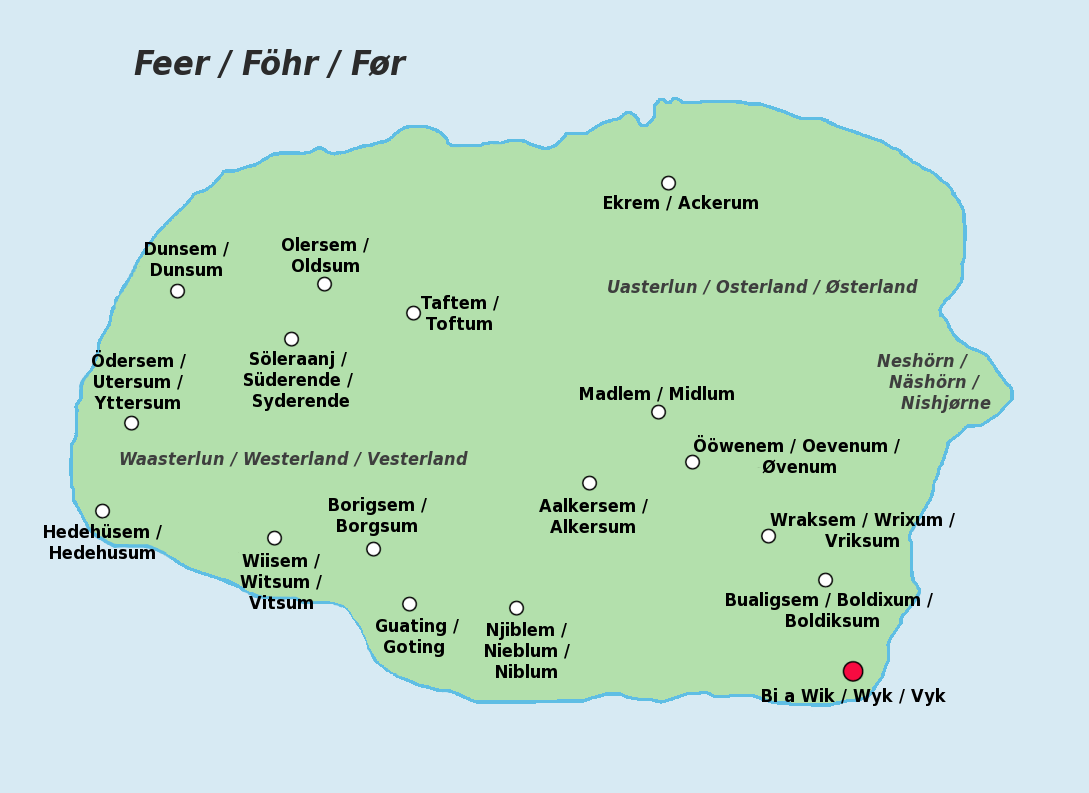
Föhr többnyelvű térképe

| Község             | fríz nyelven | Terület km² | Népesség 2013. dec. 31-én | Fekvés      | Települései                        |
| ------------------ | ------------ | ----------- | ------------------------- | ----------- | ---------------------------------- |
| Alkersum           | Aalkersem    | 9,07        | 414                       | központi    |                                    |
| Borgsum            | Borigsem     | 5,51        | 356                       | délnyugat   |                                    |
| Dunsum             | Dunsem       | 2,72        | 70                        | északnyugat | Groß-Dunsum, Klein-Dunsum          |
| Midlum             | Madlem       | 8,50        | 409                       | észak       |                                    |
| Nordseebad Nieblum | Njiblem      | 7,86        | 567                       | dél         | Goting (Guating), Greveling        |
| Oevenum            | Ööwnem       | 10,90       | 454                       | északkelet  |                                    |
| Oldsum             | Olersem      | 13,30       | 534                       | észak       | Toftum (Taftem), Klintum (Klantem) |
| Süderende          | Söleraanj    | 2,59        | 179                       | nyugat      |                                    |
| Nordseebad Utersum | Ödersem      | 5,26        | 424                       | nyugat      | Hedehusum (Hedehüsem)              |
| Witsum             | Wiigsem      | 1,59        | 40                        | délnyugat   |                                    |
| Wrixum             | Wraksem      | 7,55        | 650                       | kelet       |                                    |
| Wyk auf Föhr       | Wik          | 8,00        | 4263                      | délkelet    | Boldixum (Bualigsem), Südstrand    |
| Föhr (sziget)      | Feer         | 82,82       | 8360                      |             |                                    |

## Galéria

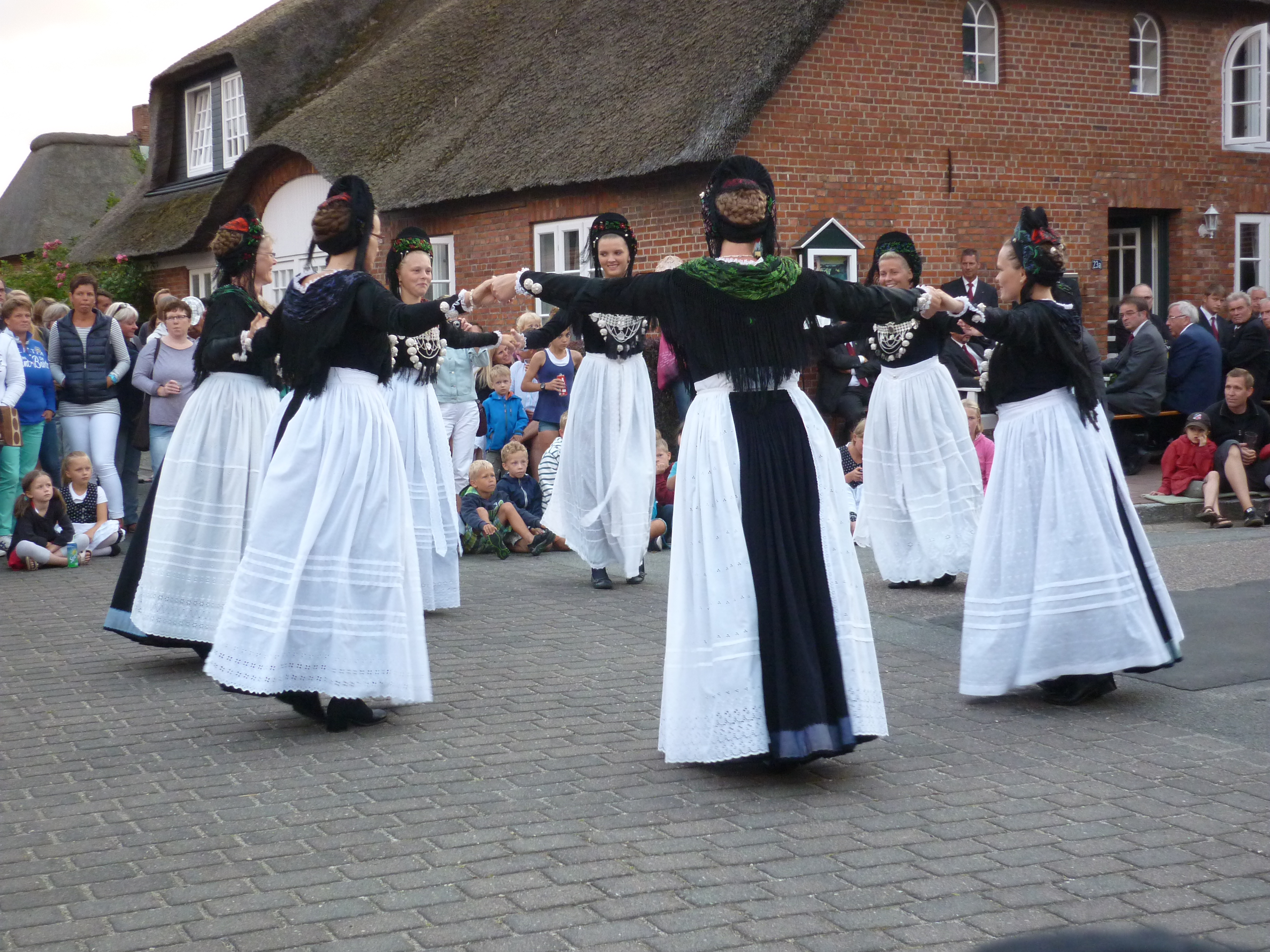

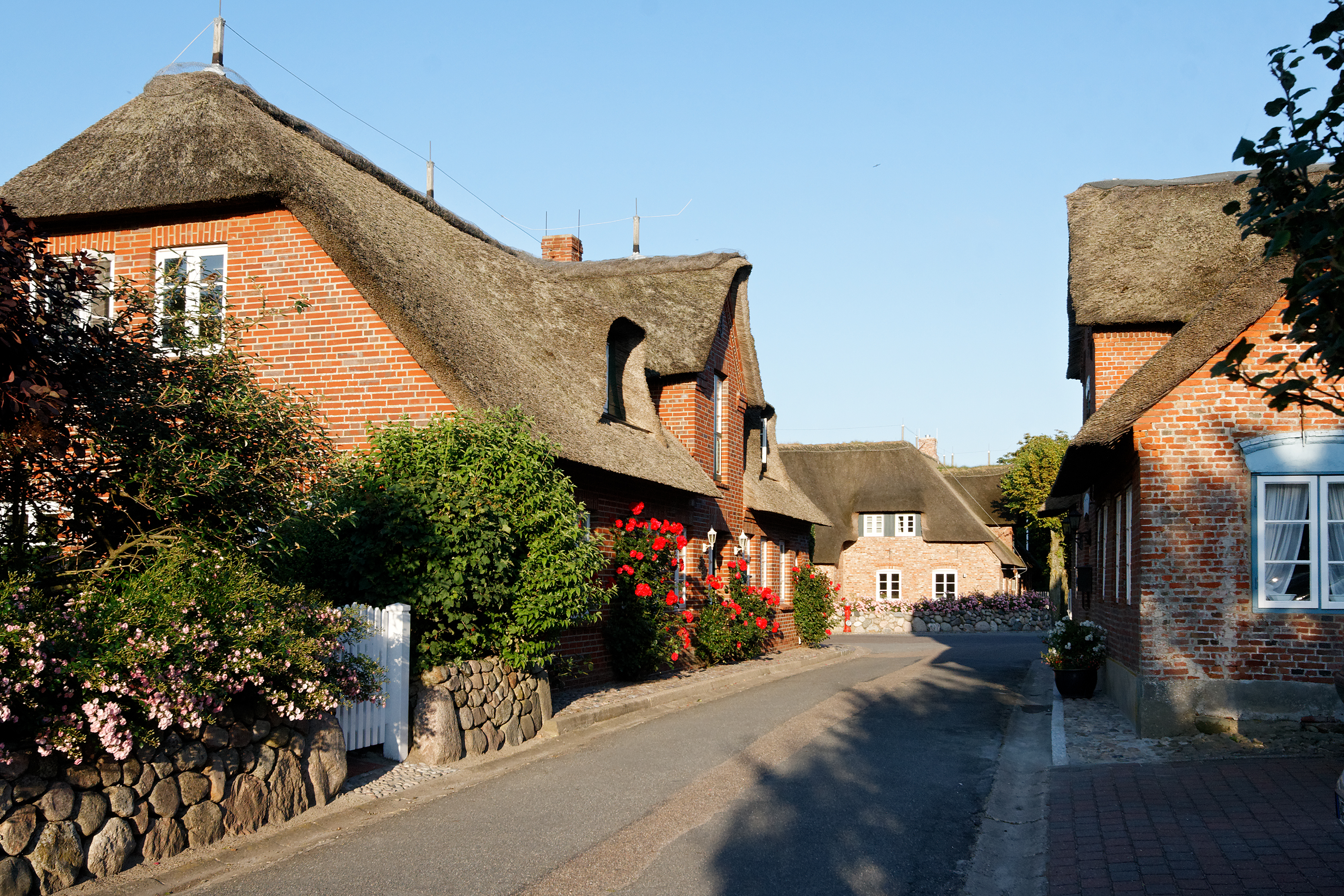
Oldsum, Utcarészlet

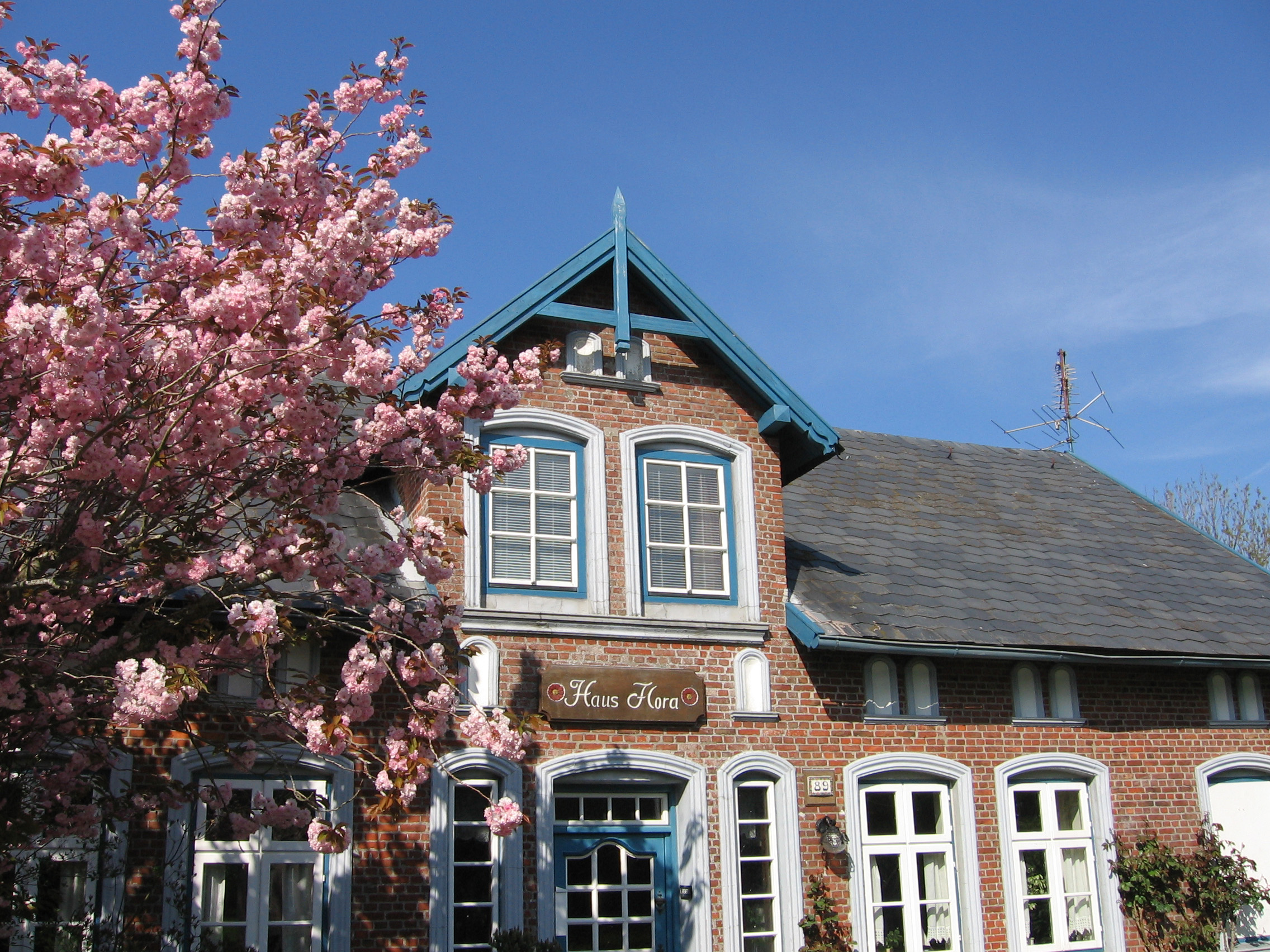
Flóra ház

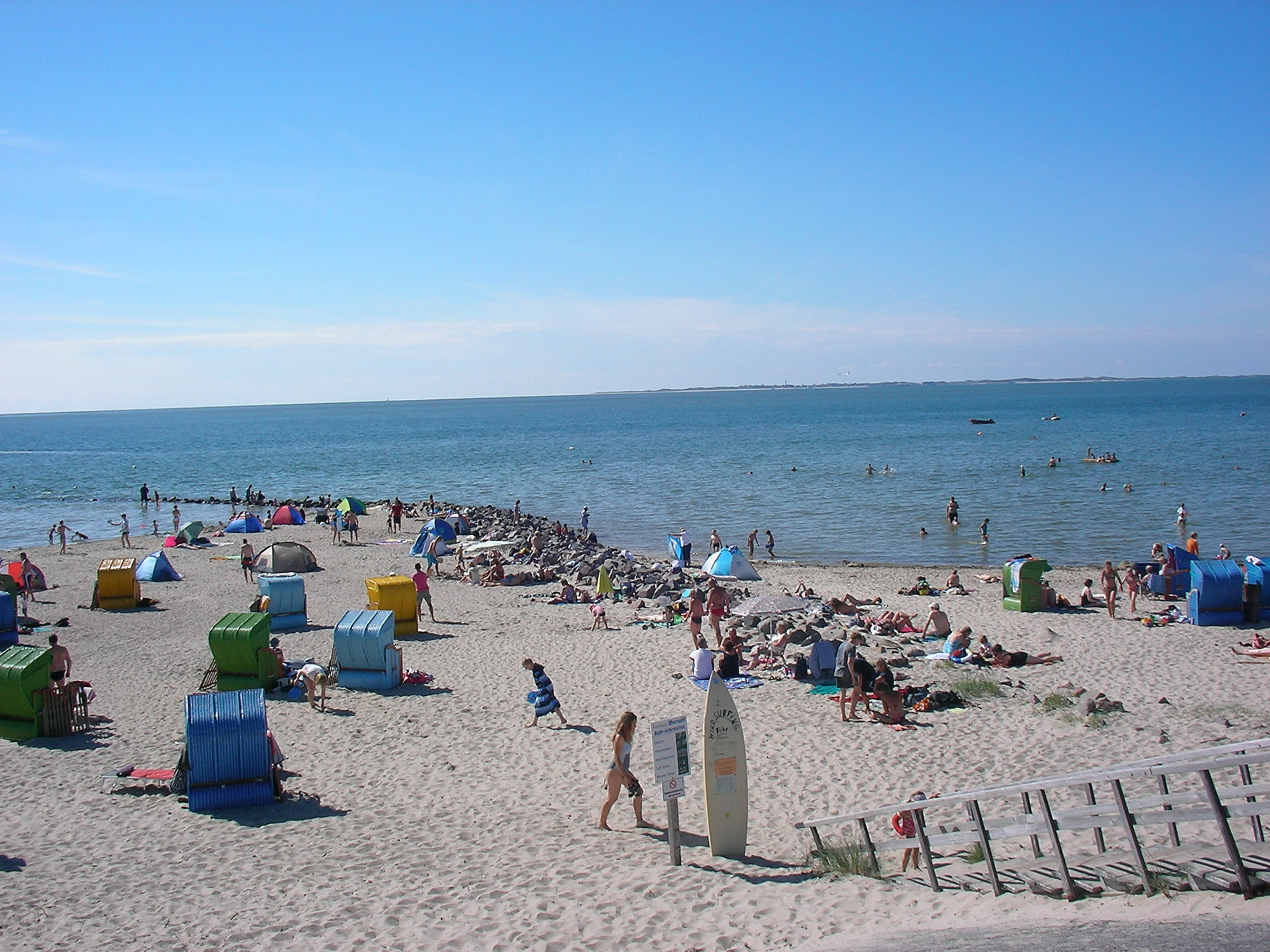
Utersum, strand

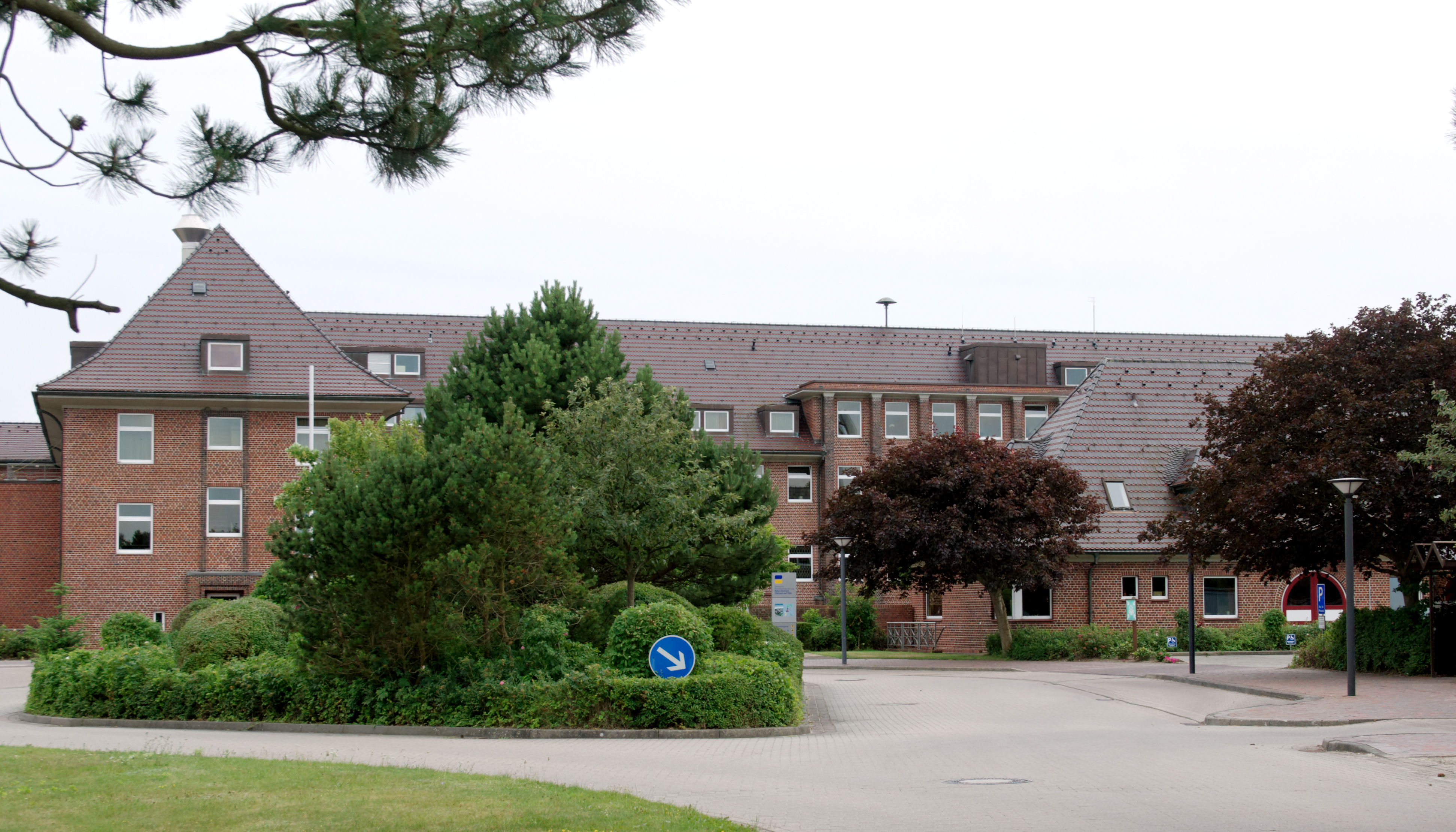
Utersum, Reha centrum
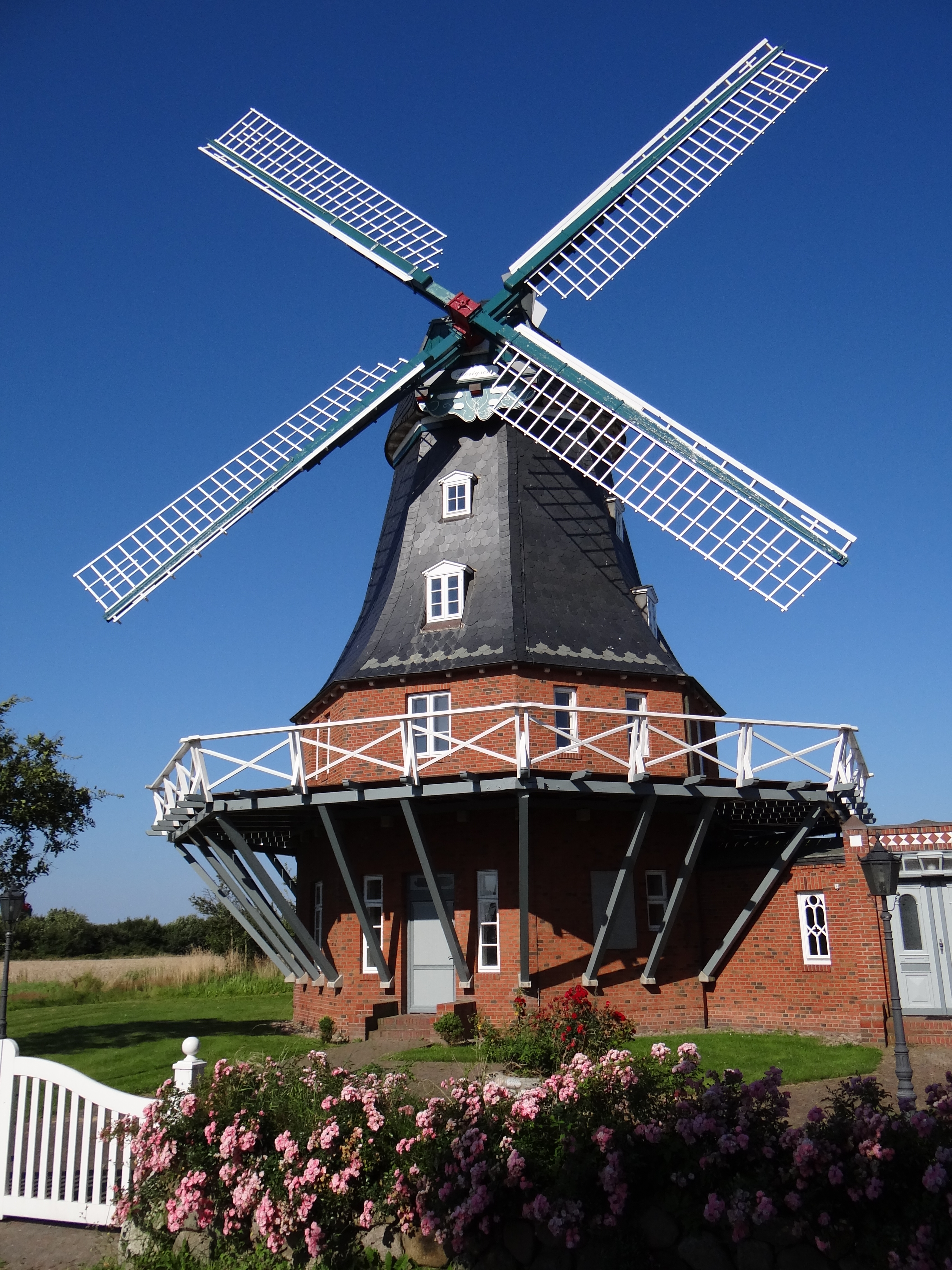
Borgsum szélmalom
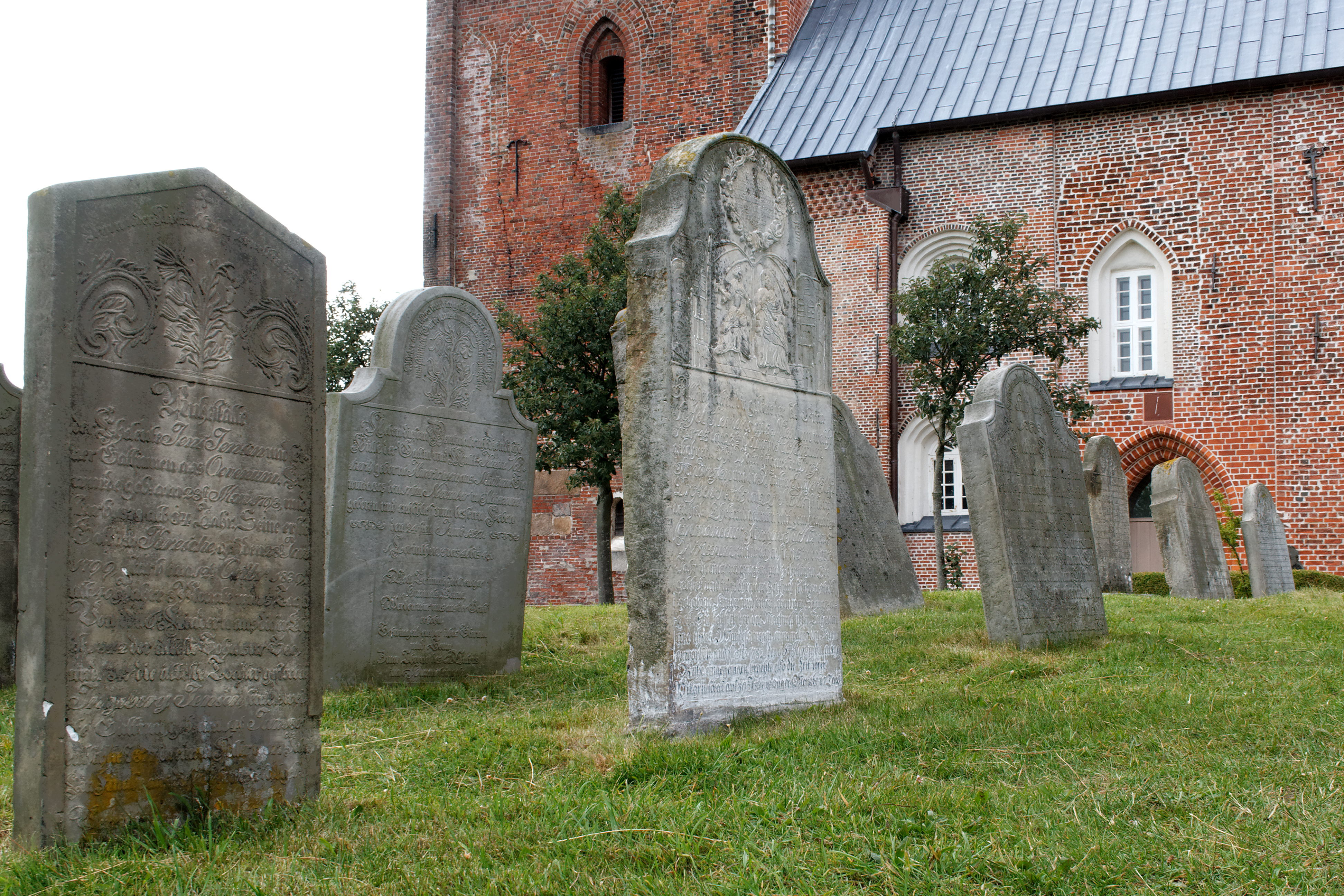
Nieblum
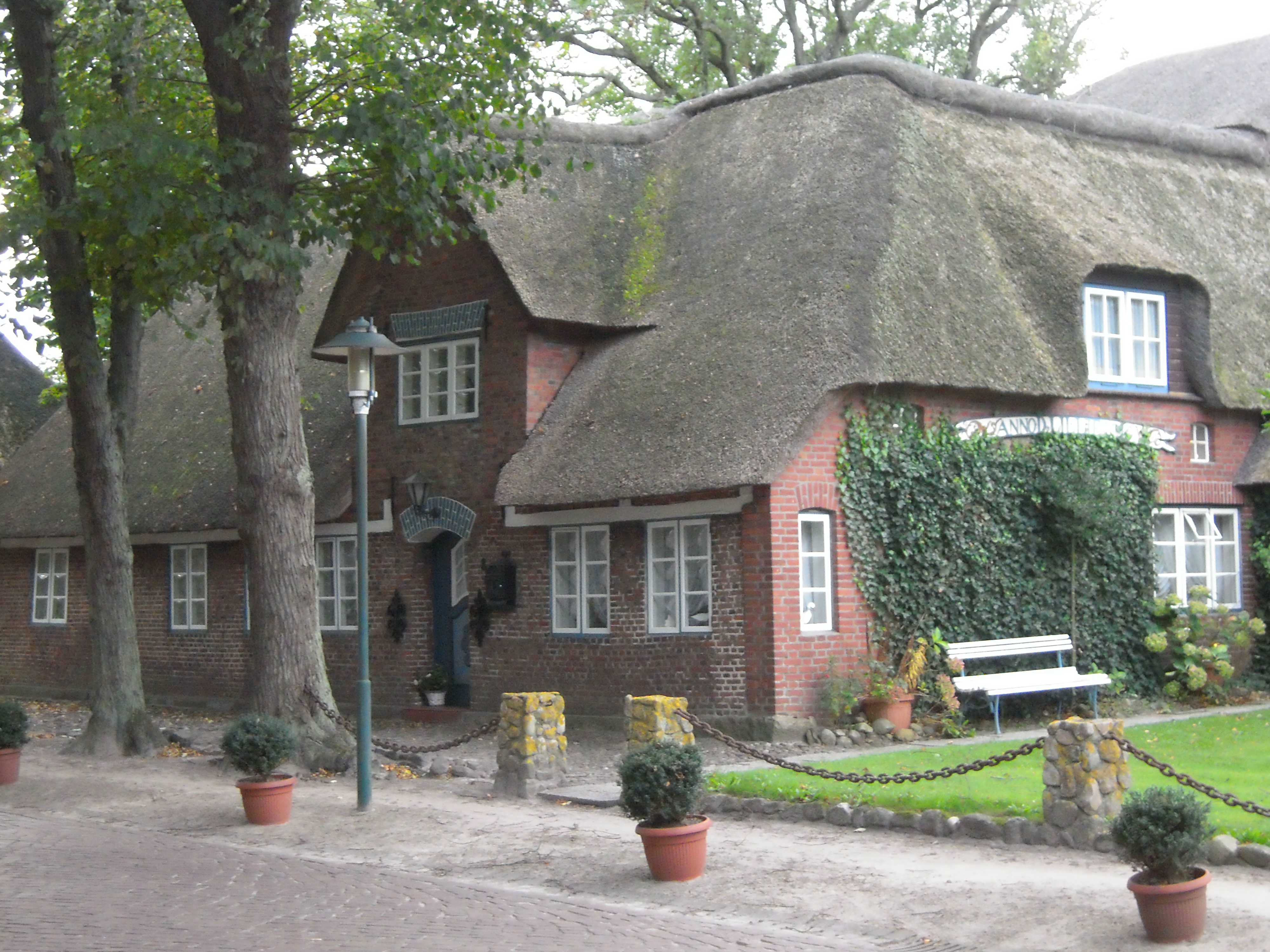
Nieblum
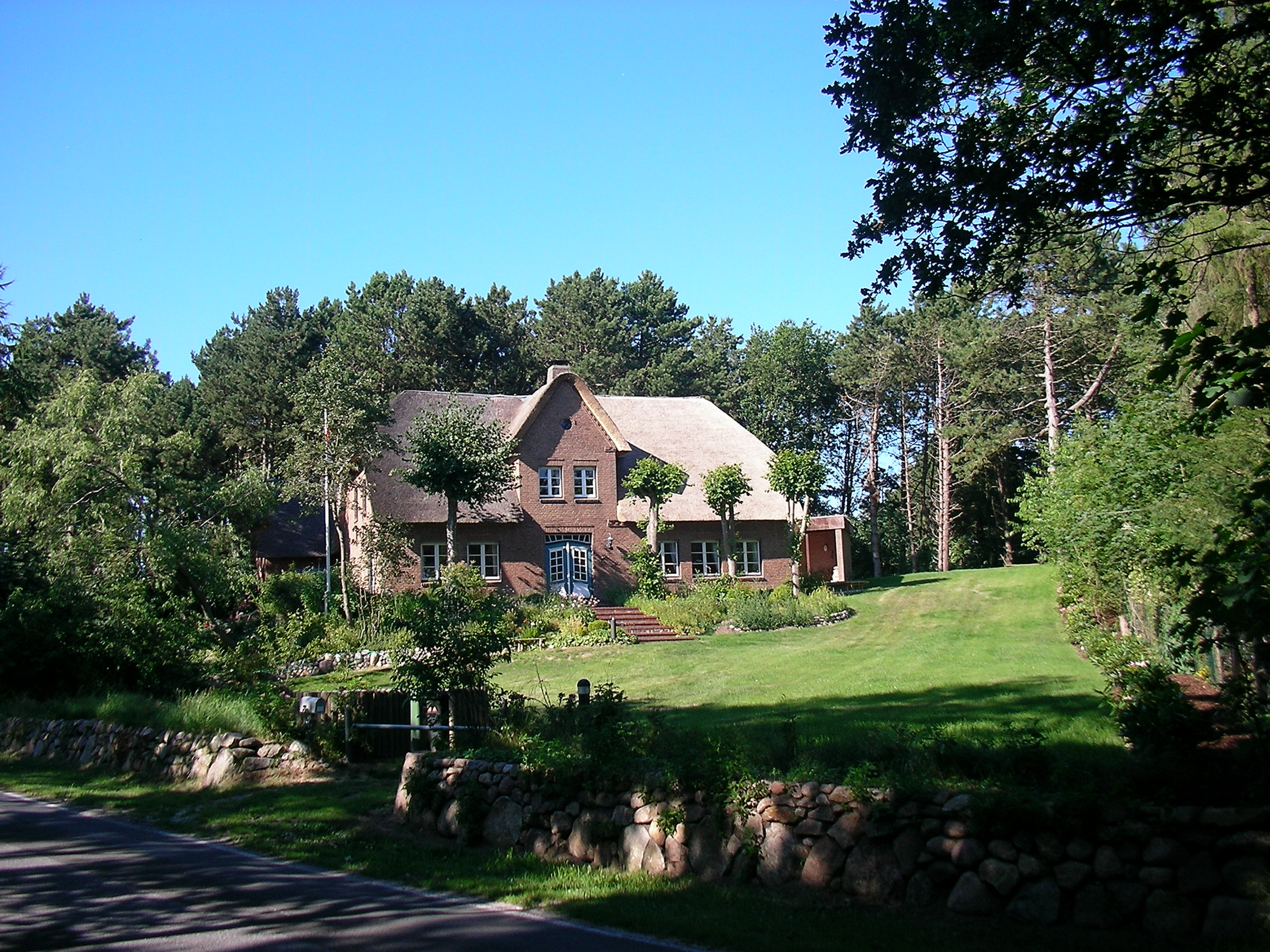
Witsum
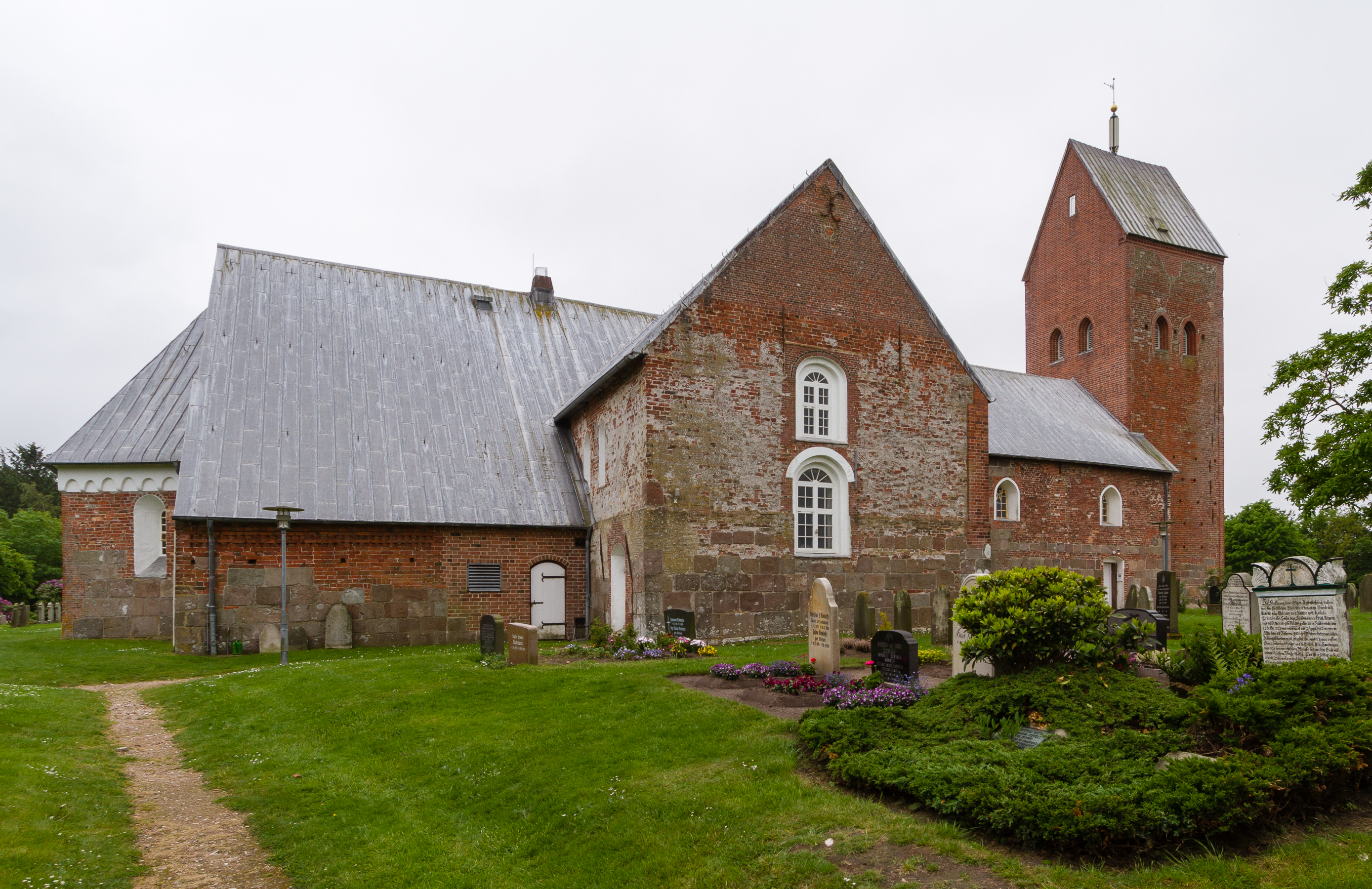
Süderende, templom